# Ronald Pognon

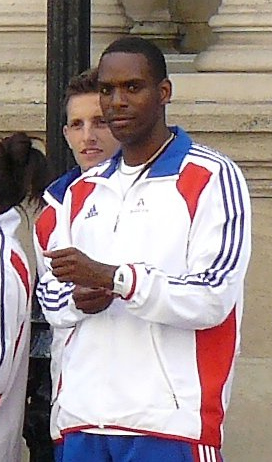
Ronald Pognon (2010)

Ronald Pognon (* 16. November 1982 in Le Lamentin, Martinique) ist ein französischer Leichtathlet.
Pognon wurde 2000 mit der französischen 4-mal-100-Meter-Staffel Juniorenweltmeister. Bei den Junioreneuropameisterschaften 2001 gewann Pognon den 200-Meter-Lauf. Bei den U23-Europameisterschaften 2003 gewann er den 100-Meter-Lauf. Bei den Olympischen Spielen 2004 erreichte er über 100 Meter das Halbfinale.
2005 wurde er über 60 Meter Zweiter bei den Halleneuropameisterschaften hinter dem Briten Jason Gardener. Bei den Freiluftweltmeisterschaften in Helsinki schied er über 100 Meter erneut im Halbfinale aus. Als Mitglied der französischen 4-mal-100-Meter-Staffel gewann er in Helsinki Gold.
Pognon stellte 2005 in Karlsruhe in 6,45 s einen europäischen Hallenrekord über 60 Meter auf, der 2009 von dem Briten Dwain Chambers verbessert wurde. Pognon rangiert auf einem geteilten fünften Platz der ewigen Weltbestenliste.
Am 5. Juli 2005 stellte er in Lausanne einen neuen französischen Rekord im 100-Meter-Lauf auf und blieb mit 9,99 s als erster Franzose unter der 10-Sekunden-Grenze. Damit war er der erst fünfte Europäer, der diese Grenze unter regulären Windbedingungen unterbot. Er galt deshalb als einer der großen Konkurrenten von Francis Obikwelu bei den Europameisterschaften 2006 in Göteborg, konnte dem jedoch nicht gerecht werden und wurde nur Vierter, während Obikwelu die Goldmedaille gewann. Mit der französischen 4-mal-100-Meter-Staffel gewann er am Abschlusstag den Europameisterschaften dann noch die Bronzemedaille.
Bei den Halleneuropameisterschaften 2007 gewann er über 60 Meter Bronze. Danach geriet Pognon in ein Leistungstief. Bei den Olympischen Spielen 2008 schied er im Vorlauf aus, für die Staffel wurde er nicht aufgestellt. Auch bei den Weltmeisterschaften 2009 schied er frühzeitig aus, allerdings war er wieder Mitglied der französischen Staffel, die den achten Platz erreichte. 2010 wurde er bei den Hallenweltmeisterschaften 2010 Sechster im 60-Meter-Lauf. Bei den Europameisterschaften in Barcelona erreichte er über 100 Meter nicht das Finale und war auch nicht für die Staffel nominiert, die die Goldmedaille gewann.
2012 schaffte Pognon wieder den Sprung in die französische Staffel. Bei den Europameisterschaften in Helsinki gewannen die Franzosen die Bronzemedaille und bei den Olympischen Spielen in London belegten sie Platz vier. Aufgrund einer positiven Dopingprobe bei Tyson Gay erhielt die Staffel im Mai 2015 nachträglich die Bronzemedaille.
Bei einer Größe von 1,84 m weist Pognon ein Gewicht von 80 kg auf.